# Linia kolejowa nr 909
Linia kolejowa nr 909 – linia kolejowa łącząca Bogdanów z Kowalewem. Linia została otwarta w 1952 r., a jej długość wynosi 2,42 km.

## Infrastruktura

### Połączenia z innymi liniami
| punkt    | linia | linia               | linia  | źródło |
| punkt    | numer | przebieg            | status | źródło |
| -------- | ----- | ------------------- | ------ | ------ |
| Bogdanów | 454   | Bór – Chotyłów      | czynna | [ 2 ]  |
| Bogdanów | 455   | Wólka – Kobylany    | czynna | [ 3 ]  |
| Bogdanów | 905   | Osypisko – Bogdanów | czynna | [ 4 ]  |
| Kowalewo | 905   | Osypisko – Bogdanów | czynna | [ 4 ]  |